# Warm Springs, Georgia

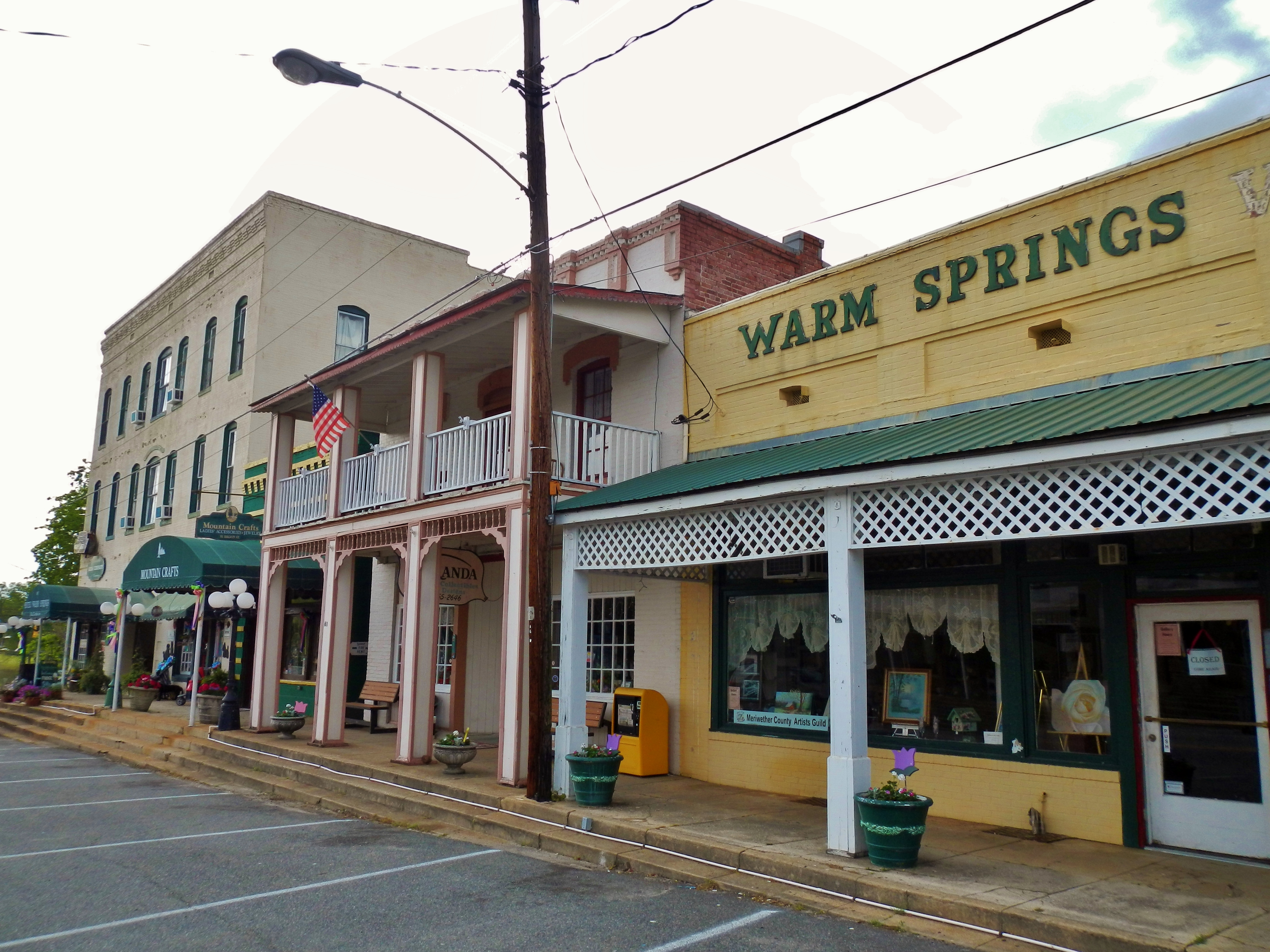
Broad Street i Warm Springs, 2013.

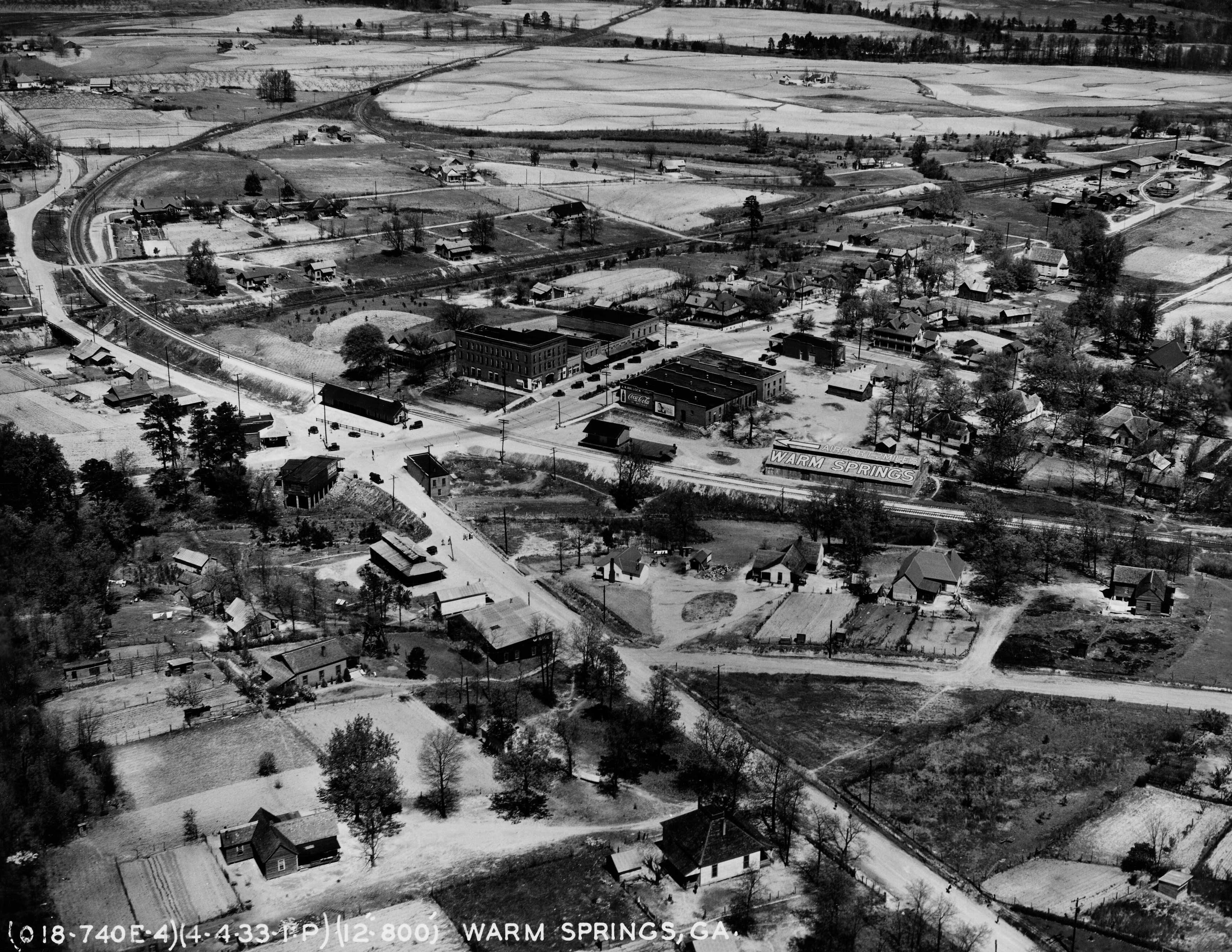
Warm Springs, 1933.

Warm Springs är en stad i Meriwether County i den amerikanska delstaten Georgia. Staden har en yta av 4 kvadratkilometer och en folkmängd som uppgår till 465 invånare (2020).

## Franklin D. Roosevelt
1921 drabbades Franklin D. Roosevelt (USA:s president 1933–1945) av vad man då trodde var polio, vilket ledde till att han blev förlamad från midjan och nedåt. 1924 reste Roosevelt till ett rehabiliteringscenter i Warm Springs. Där tränade han i varma badbassänger och lyckades efter något år att gå på botten av bassängen. Till slut kunde han gå med hjälp av benskenor då han svingade fram benen med hjälp av överkroppen, stöd av en käpp och i armkrok med någon, även om det var mycket fysiskt ansträngande.
År 1926 köpte Roosevelt rehabiliteringscentret och inriktade det på enbart poliosjuka; det kallades Roosevelt Warm Springs Institute for Rehabilitation. Institutet är i drift än idag. Han återvände ofta till Warm Springs och det var där han som president år 1945 skulle komma att avlida.

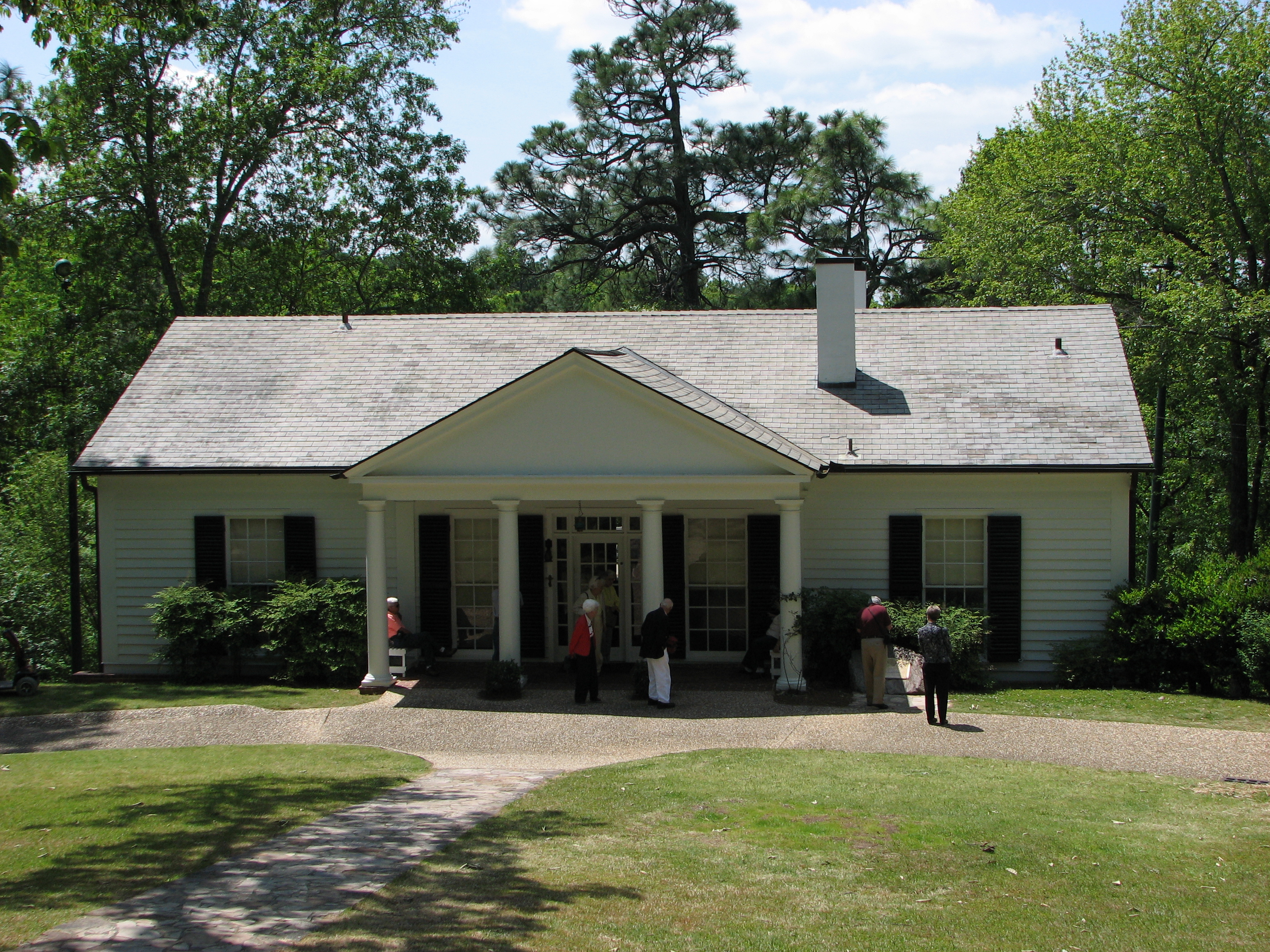
Little White House, Franklin D. Roosevelt hus som senare gjorts om till museum.
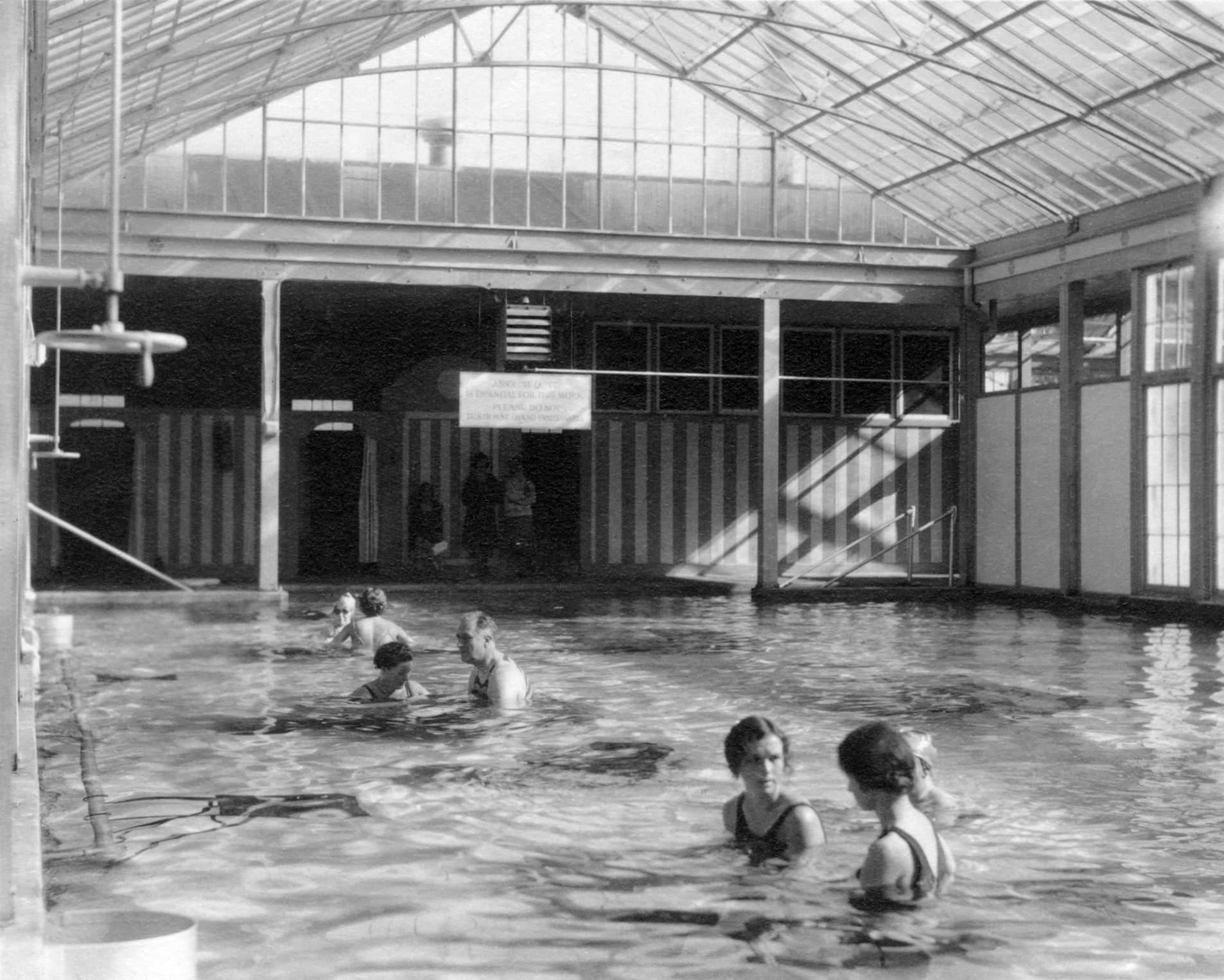
Franklin D. Roosevelt på rehabilitering i Warm Springs, 1928.